# Christoph Lersner
Christoph Ludwig Lersner (* 18. April 1520 in Marburg; † 11. April 1603 in Friedberg (Hessen)) war ein deutscher Rechtswissenschaftler, Verwaltungsjurist und Hochschullehrer.

## Leben
Lersner stammt aus dem späteren Adelsgeschlecht Lersner und war Sohn des langjährigen landgräflich-hessischen Beamten Ludwig Lersner. Über seinen frühen Werdegang ist wenig bekannt. Vermutlich studierte er an der Universität Marburg. Dort erwarb er jedenfalls am 20. Juli 1553 das Lizentiat der Rechte. Anschließend wurde er Professor der Institutionen an der Marburger Universität. Am 26. Juni 1560 erfolgte dann seine Promotion zum Dr. iur.
Lersner wurde im Mai 1560 zum Hofrat des Herzogs Johann Albrecht von Mecklenburg ernannt, worauf zum 8. Juli 1560 die Entlassung durch Landgraf Philipp von Hessen erfolgte. Bis etwa 1570 war er in der Kanzlei in Schwerin tätig, aber auch als Gesandter Mecklenburgs im Herzogtum Württemberg. Zum 10. März 1572 wurde er zum Syndicus durch den Rat der Stadt Braunschweig berufen. Nach drei Jahren erfolgte die Entlassung auf eigenen Wunsch, anschließend lebte er als Privatmann in Marburg und später in Friedberg.
Lersner war mit Elisabeth geborene Starrin († 1592) verheiratet und hatte vier Kinder: Elisabeth, Margarethe, Jakob und Chatahrine. Chatharine heiratete 1603 Catharinus Dulcis, einen Philologen, der später ebenfalls an der Universität Marburg lehrte. Heinrich Lersner, Johann Lersner und Jakob Lersner waren seine Brüder, Hermann Lersner sein Neffe.